# Zăpodea, Mureș
Zăpodea este un sat în comuna Sânger din județul Mureș, Transilvania, România.